# Nihilisme (méréologie)
En méréologie, le nihilisme est l’idée selon laquelle il n’existe pas d’objets composites, mais seulement des simples. 
Introduit par Peter van Inwagen comme une réponse possible, bien qu’extrême, à sa question spéciale de la composition, le nihilisme s’oppose aux autres réponses possibles à ces questions, que sont l’universalisme et le restrictivisme. 
Le nihilisme est défendu par des philosophes comme Theodore Sider (en) et Cian Dorr.

## Historique
Dans son livre Material Beings, Peter van Inwagen introduit le nihilisme méréologique comme une réponse possible à sa question spéciale de la composition.

## Définition
De manière informelle, selon le nihilisme, il n’y a pas d’objets composites, c’est-à-dire d’objets qui ont des parties propres. Seuls existent les simples. Ainsi, les tables, les chaises ou les être humains n’existent pas.
De façon plus formelle, le nihilisme affirme que pour tous xs, il n’existe jamais d’objet matériel que ces xs composent, c’est-à-dire dont ils sont des parties.